# Zimohrad (díl Hry o trůny)
Zimohrad (v anglickém originále Winterfell) je první díl osmé řady fantasy seriálu Hra o trůny. Režie se ujal David Nutter. Na produkci se podíleli David Benioff a D. B. Weiss.

## Děj

### Královo přístaviště
Qyburn informuje Cersei, že je poražena Východní hlídka. Královna přivítá Zlatou společnost v čele s kapitánem Harrym  Stricklandem a i přes svůj prvotní odpor se vyspí s Euronem Greyjoyem. Bronn mezitím dostává od Qyburna za úkol zabít Jaimeho a Tyriona.

### Zimohrad
Jon Sníh se spolu s Daenerys přivede armádu královny. Doprovází je Tyrion, Varys a Missandei a další, kteří chrání Daenerys. Sansa je k nové královně chladná, a tak vytýká Jonovi, že se poklonil. Jon byl sice král Severu, ale díky tomu, že přivezl novou královnu, tak je možno, že ho jeho vazalové nebudou uctívat.
Jon se také setká s Aryou i Branem  a jeho přítel Sam mu poví, kdo byli opravdoví jeho rodiče, a že má nárok na trůn celého království větší, než jeho „královna“ Daenerys.

### Na Severu po útoku Východní hlídku
Tormund, Beric a další vojáci přežili útok na východní hlídku, dostanou se na sídlo Umberů, kde jsou všichni mrtví. Noční králové jim nechávají vzkaz, že tady byli, a tak se skupina rychle přemisťuje na Zimohrad.